# Wilhelm Peters
Wilhelm Karl Hartwich (hoặc Hartwig) Peters (ngày 22 tháng 4 năm 1815 tại Koldenbüttel – ngày 20 tháng 4 năm 1883), là một nhà tự nhiên học và nhà thám hiểm người Đức.
Ông là trợ lý của nhà giải phẫu học Johannes Peter Müller và sau đó trở thành người quản lý của Bảo tàng Sinh học Berlin. Được động viên bởi Müller và nhà thám hiểm Alexander von Humboldt, Peters đã tới Mozambique qua Angola vào tháng 9 năm 1842, thám hiểm vùng duyên hải và Sông Zambesi. Ông quay trở lại Berlin với một bộ sưu tập khổng lồ các mẫu vật lịch sử tự nhiên, mà sau đó ông đã miêu tả lại trong Naturwissenschaftliche Reise nach Mossambique... in den Jahren 1842 bis 1848 ausgeführt (1852–82). Tác phẩm này bao hàm rất nhiền lĩnh vực, từ động vật có vú, chim, bò sát, lưỡng cư, cá sông, côn trùng cho tới thực vật. Ông thay Martin Lichtenstein trở thành người quản lý bảo tàng năm 1858, và trong cùng năm đó ông được bầu chọn làm thành viên ngoại quốc của Viện Hàn lâm Khoa học Hoàng gia Thụy Điển. Trong khoảng thời gian vài năm ông đã làm gia tăng nhanh chóng bộ sưu tập bò sát của Bảo tàng Berlin lên số lượng có thể so sánh với Bảo tàng Paris hoặc London. Bò sát học là quan tâm chính của Peters và ông đã mô tả 122 chi và 649 loài mới trên khắp thế giới.

## Các phân loại được đặt theo tên ông
Wilhelm Peters được tưởng niệm trong tên khoa học của một số loài bò sát, bao gồm Amphiesma petersii, Anolis petersii, Geophis petersii, Leposternon petersi, Morenia petersi, Riama petrorum và Tracheloptychus petersi.

## Viết tắt tên tác giả
Đôi khi W. Peters được sử dụng để tránh nhầm lẫn với nhà bò sát học Günther Peters và James A. Peters.

## Tác phẩm
- Naturwissenschaftliche Reise nach Mossambique. Band 1: Zoologie / Säugethiere. Reimer, Berlin 1852 Digital edition bởi University and State Library Düsseldorf
- Naturwissenschaftliche Reise nach Mossambique. Band 2: Zoologie / Vögel. Reimer, Berlin [1883] Digital edition by the University and State Library Düsseldorf
- Naturwissenschaftliche Reise nach Mossambique. Band 3: Zoologie / Amphibien. Reimer, Berlin 1882 Digital edition bởi University and State Library Düsseldorf
- Naturwissenschaftliche Reise nach Mossambique. Band 4: Zoologie / Flußfische. Reimer, Berlin 1868 Digital edition bởi University and State Library Düsseldorf
- Naturwissenschaftliche Reise nach Mossambique. Band 5: Zoologie / Insecten und Myriopoden. Reimer, Berlin 1862 Digital edition bởi University and State Library Düsseldorf
- Naturwissenschaftliche Reise nach Mossambique. Botanik Abth. 1. Reimer, Berlin 1862 Digital edition bởi University and State Library Düsseldorf
- Naturwissenschaftliche Reise nach Mossambique. Botanik Abth. 2. Reimer, Berlin 1864 Digital edition bởi University and State Library Düsseldorf